# Desmoplazie
Desmoplazie je růst pojivové nebo vazivové tkáně. Pojem pochází z řeckého: δεσμός desmos, „vazba“ a πλάσις plasis, „tvar“, „formace“. Desmoplazie se objevuje např. kolem maligního neoplasmu a vyznačuje se sníženou hustotou buněk, neorganizovanou cévní strukturou a zjizvením.